# Matteo Pessina
Matteo Pessina (ur. 21 kwietnia 1997 w Monzy) – włoski piłkarz występujący na pozycji pomocnika we włoskim klubie Monza oraz w reprezentacji Włoch. Wychowanek Monzy, w trakcie swojej kariery grał także w takich klubach, jak Milan, Lecce, Catania, Como, Spezia oraz Hellas Verona.
Złoty medalista Mistrzostw Europy 2020.

## Sukcesy

### Reprezentacyjne
- Mistrzostwo Europy: 2020

## Odznaczenia
- Kawaler Orderu Zasługi Republiki Włoskiej – 2021, Włochy[1]